# Bandiera dell'Alabama
La bandiera dell'Alabama è una croce di sant'Andrea in campo bianco. La croce vuole ricordare la croce decussata blu della bandiera da battaglia degli Stati Confederati d'America: di fatto tale bandiera era di forma quadrata, ed ancora oggi non è raro vedere la bandiera dell'Alabama mostrata in forma quadrata.
L'attuale bandiera fu scelta ed approvata il 16 febbraio 1895, mentre durante il periodo della guerra civile americana ne era stata adottata una diversa, qui di seguito descritta.

## Bandiera della Convenzione per la secessione dell'Alabama
Questa bandiera fu donata alla Convenzione per la secessione dell'Alabama l'11 gennaio 1861 alla Camera della Casa dei rappresentanti del Campidoglio dello Stato a Montgomery, Alabama. "Mentre le Signore di Montgomery cucivano e donavano la Bandiera, essa fu in gran parte disegnata da Francis Corra, un pittore di bandiere militari e decorative di Montgomery." La bandiera fu accettata dalla Convenzione e fu deciso che sarebbe stata "issata sul Campidoglio, come indicazione ogni volta che la Convenzione fosse in sessione." In seguito all'accettazione la bandiera fu issata sul Campidoglio.
Il 16 gennaio 1861 un reporter del Montgomery Weekly Advertiser descrisse la bandiera come un "affare unico." Continuando, spiegava che "su di un lato vi è una rappresentazione della Dea della Libertà, che tiene nella mano destra una spada sguainata e nella sinistra una piccola bandiera con una stella. In un arco proprio sopra questa figura vi sono le parole "Alabama - Independent Now and Forever" (Alabama - Indipendente ora e per sempre). Sul rovescio la figura principale è una pianta di cotone, con un serpente aggrovigliato alle sue radici. Immediatamente sopra il serpente le parole "Noli me tangere" (Non mi toccare). Sullo stesso lato appare lo Stemma di Stato dell'Alabama."
La bandiera continuò a sventolare sul Campidoglio fino al 10 febbraio 1861, quando fu rimossa da Alexander Clitherall, W. J. Greene, Ferie Henshaw and J. J. Hooper. In una lettera al Governatore Moore essi spiegavano che la bandiera "era stata lasciata sventolare la notte scorsa sulla cupola del Campidoglio. L'abbiamo trovata questa mattina, tutta strappata, ancora sventolante, ed essendo convinti che in poche ore la burrasca che soffia adesso l'avrebbe completamente distrutta, ci siamo presi la responsabilità di ammainarla: e adesso ve la consegniamo, che possa essere sistemata fra gli archivi dello Stato." La bandiera rimase al Campidoglio e dovrebbe essere stata collocata in una "sala delle bandiere" che veniva usata, secondo diverse testimonianze, come deposito per bandiere reggimentali ritirate.
Con l'occupazione federale di Montgomery, la bandiera fu rimossa dal Campidoglio e portata nello Iowa. Secondo diverse testimonianze la bandiera fu presa da un membro dell'8 cavalleria dello Iowa. Nel 1892 la bandiera fu donata allo Iowa Historical Memorial and Art Department da un certo Signor Koon tramite l'aiutante generale N. B. Baker del 20º fanteria dello Iowa.
Nel 1929 la Signorina Frances Hails del Dipartimento degli Archivi e della Storia dell'Alabama fu inviata a Des Moines, Iowa per studiare un nuovo sistema di archiviazione che era stato recentemente messo in uso dallo Stato. Mentre era lì scoprì la bandiera e lo comunicò alla Direttrice degli Archivi, Marie Bankhead Owen, che iniziò i tentativi per la restituzione della bandiera all'Alabama.
Mediante gli sforzi della direttrice Owen e dei curatori dello Iowa curators E. R. Harlan e poi D. E. Klingaman, fu finalmente presentata dal Comitato per gli Affari Militari al Parlamento dello Iowa una risoluzione per il ritorno della bandiera. Dopo l'approvazione del Parlamento la bandiera fu ufficialmente restituita allo Stato dell'Alabama in una speciale cerimonia tenuta il 9 marzo 1939 davanti ad una sessione congiunta del Parlamento e del Senato dell'Alabama nella Casa dei Rappresentanti. La delegazione dello Iowa consisteva in Thomas Jefferson Noll (un veterano dell'Unione), B. C. Whitehill (Presidente del Comitato per gli Affari Militari del Senato dello Iowa) e James V. Lucas (Presidente del Comitato per gli Affari Militari della Camera dei Rappresentanti dello Iowa). Il Senatore Whitehill ed il Rappresentante Lucas avevano pilotato la legge per il ritorno della bandiera. Questa fu ricevuta dal Governatore Frank M. Dixon.
Dopo il ritorno della bandiera nel 1939 è stato erroneamente riferito in diverse pubblicazioni e giornali che essa fosse la bandiera della "Repubblica dell'Alabama". Al tempo della secessione molte bandiere sono state usate nello Stato e sono state indicate come "Bandiere dello Stato". La "Repubblica" durante la sua breve vita non ha adottato alcuna bandiera di Stato: l'Alabama non ebbe bandiere ufficiali dello Stato fino al 1895, quando fu adottata la bandiera correntemente in uso.